# Agencourt
Agencourt is een gemeente in het Franse departement Côte-d'Or (regio Bourgogne-Franche-Comté) en telt 422 inwoners (1999). De plaats maakt deel uit van het arrondissement Beaune.

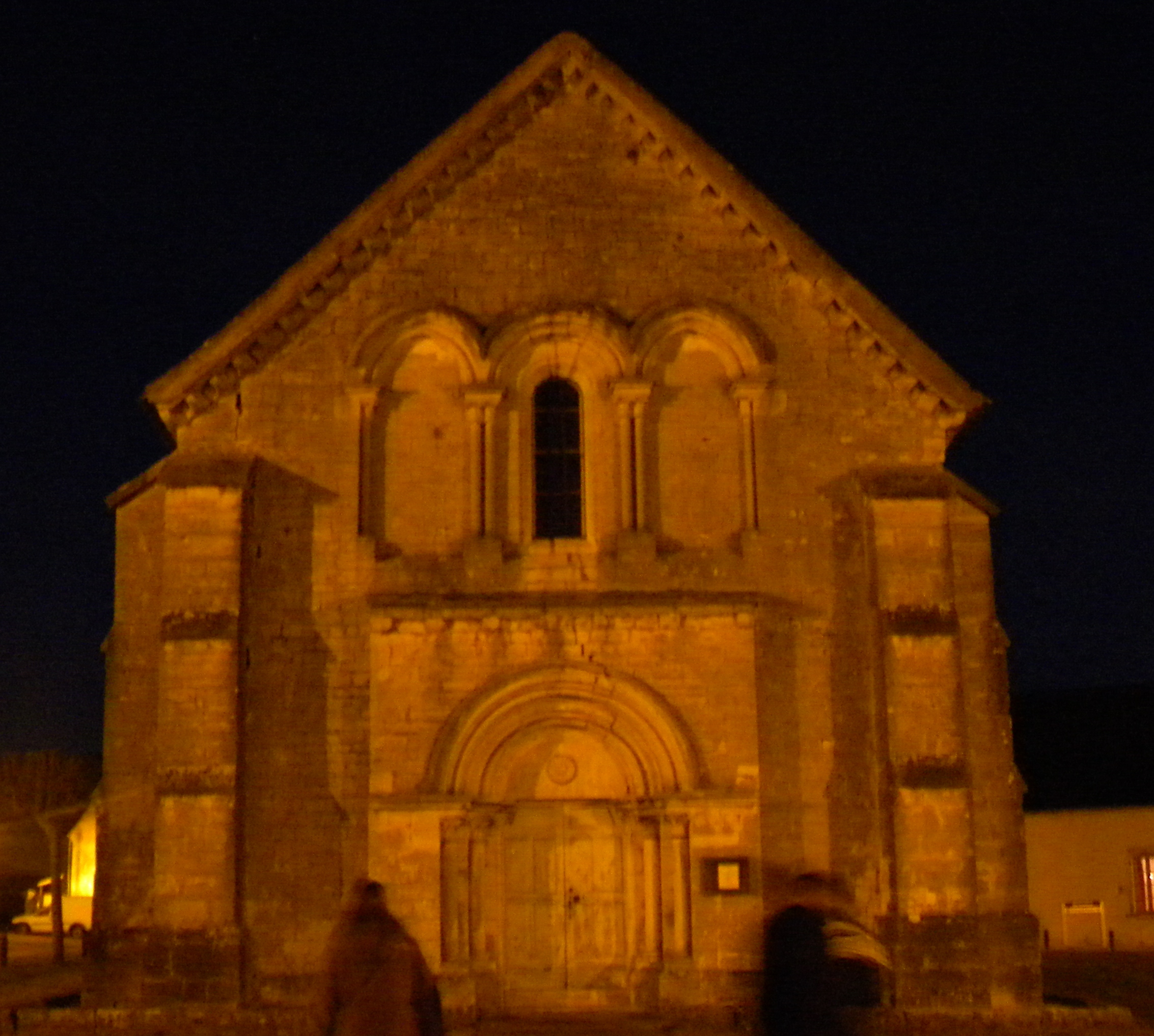
Kerk van Agencourt

## Geografie
De oppervlakte van Agencourt bedraagt 4,2 km², de bevolkingsdichtheid is 100,5 inwoners per km².
De onderstaande kaart toont de ligging van Agencourt met de belangrijkste infrastructuur en aangrenzende gemeenten.

## Demografie
Onderstaande figuur toont het verloop van het inwonertal (bron: INSEE-tellingen).